# Tosca D'Aquino
Tosca D'Aquino (Napoli, 10 giugno 1966) è un'attrice, comica e conduttrice televisiva italiana.

## Biografia
Attrice di teatro, cinema e televisione, diplomata all'Accademia d'arte drammatica "Silvio d'Amico", ha raggiunto la notorietà negli anni novanta partecipando a due popolari film di Leonardo Pieraccioni, I laureati e Il ciclone, anche se si era già fatta notare nel 1989 a 23 anni nel film Kinski Paganini, nel quale interpreta una prostituta minorenne, e ancor prima, nel 1986, nel concorso per artisti dilettanti all'interno di Fantastico 7, condotto da Pippo Baudo. A partire dal 2000, pur continuando la carriera cinematografica, si è dedicata con successo alla televisione, lavorando in fiction e altri programmi (Torno sabato, con Giorgio Panariello e Matilde Brandi, Festival di Castrocaro Terme - Voci & Volti nuovi e Suonare Stella).
Nel 2005 conduce la 48ª edizione dello Zecchino d'Oro affiancando Cino Tortorella, Francesco Salvi e Anna Munafò. Nel 2007 ha partecipato alla seconda edizione di Notti sul ghiaccio. Nel 2009 conduce la terza edizione del Premio Città dei Cavalieri di Malta. Nel 2013 partecipa, in qualità di aiuto-chef, al programma culinario di Rai 1 La terra dei cuochi. Due anni prima aveva preparato una Mystery box nella prima edizione di MasterChef. Nel 2017 vince la seconda edizione di Bake Off Italia Celebrity Edition assieme alla sua amica Francesca Piccolo. Nel 2019 e nel 2020 viene nominata direttore artistico e conduttore, insieme nelle due edizioni a Max Nardari, del Festival Sabaudia Studios, prestigioso e storico festival della commedia italiana di Sabaudia.

## Vita privata
È la figlia di Claudio e Adele D'Aquino.
È stata sposata per sette anni con l'ingegnere Mauro Gabrielli, dal quale ha avuto un figlio, Edoardo (1999). Nel 2013 si sposa con il produttore Massimo Martino, dopo undici anni di convivenza e un figlio di nome Francesco (2005).

## Filmografia

### Cinema
- Rimini Rimini - Un anno dopo, regia di Bruno Corbucci e Giorgio Capitani (1988)
- Chiari di luna, regia di Lello Arena (1988)
- Scugnizzi, regia di Nanni Loy (1989)
- Kinski Paganini, regia di Klaus Kinski (1989)
- Le cinque rose di Jennifer, regia di Tomaso Sherman (1989)
- Il viaggio di Capitan Fracassa, regia di Ettore Scola (1990)
- Ladri di futuro, regia di Enzo De Caro (1991)
- Aurora, episodio di Libera, regia di Pappi Corsicato (1993)
- I laureati, regia di Leonardo Pieraccioni (1995)
- I buchi neri, regia di Pappi Corsicato (1995)
- Il ciclone, regia di Leonardo Pieraccioni (1996)
- Finalmente soli, regia di Umberto Marino (1997)
- Grazie di tutto, regia di Luca Manfredi (1998)
- Il cielo in una stanza, regia di Carlo Vanzina (1999)
- Amore a prima vista, regia di Vincenzo Salemme (1999)
- Volesse il cielo!, regia di Vincenzo Salemme (2002)
- Il compagno americano, regia di Barbara Barni (2003)
- Christmas in Love, regia di Neri Parenti (2004)
- Amore che vieni, amore che vai, regia di Daniele Costantini (2008)
- Torno a vivere da solo, regia di Jerry Calà (2008)
- Ex - Amici come prima!, regia di Carlo Vanzina (2011)
- Buona giornata, regia di Carlo Vanzina (2012)
- Non c'è 2 senza te, regia di Massimo Cappelli (2015)
- Se mi lasci non vale, regia di Vincenzo Salemme (2016)
- Made in China napoletano, regia di Simone Schettino (2017)
- Di tutti i colori, regia di Max Nardari (2017)
- Una festa esagerata, regia di Vincenzo Salemme (2018)
- Il mio regno per una farfalla, regia di Sergio Assisi (2024)

### Televisione
- Il maresciallo Rocca, regia di Giorgio Capitani (1996)
- L'avvocato delle donne, regia di Antonio e Andrea Frazzi (1996)
- La dottoressa Giò, regia di Filippo De Luigi (1998)
- Squadra mobile scomparsi, regia di Claudio Bonivento, episodio I misteri di Praga (1998)
- Avvocato Porta - Le nuove storie, regia di Franco Giraldi, episodio Il mistero dell'uomo scomparso (2000)
- Padre Pio, regia di Carlo Carlei (2000)
- L'uomo che piaceva alle donne - Bel Ami, regia di Massimo Spano (2001)
- Donne di mafia, regia di Giuseppe Ferrara (2001)
- Papa Giovanni - Ioannes XXIII, regia di Giorgio Capitani (2002)
- L'uomo del vento, regia di Paolo Bianchini – film TV (2003)
- La stagione dei delitti, regia di Claudio Bonivento, episodio Una voce nel buio (2004)
- Il Grande Torino, regia di Claudio Bonivento (2005)
- Meucci - L'italiano che inventò il telefono, regia di Fabrizio Costa (2005)
- Di che peccato sei?, regia di Pier Francesco Pingitore (2007)
- Crociera Vianello, regia di Maurizio Simonetti (2008)
- Le ali, regia di Andrea Porporati (2008)
- L'isola dei segreti - Korè, regia di Ricky Tognazzi (2009)
- Le segretarie del sesto, regia di Angelo Longoni (2009)
- Occhio a quei due, regia di Carmine Elia (2009)
- Tutti per Bruno, regia di Stefano Vicario e Francesco Pavolini (2010)
- La famiglia Gionni, regia di Maurizio Simonetti (2011)
- Anita Garibaldi, regia di Claudio Bonivento (2012)
- Sfida al cielo - La narcotici 2 – serie TV (2015)
- Il Ciclone... oggi - Ricordi e ritagli di un film evento, regia di Leonardo Scucchi e Bruno Santini – documentario (2016)
- I bastardi di Pizzofalcone – serie TV (2017-2023)
- Tutto per mio figlio, regia di Umberto Marino – film TV (2022)
- Maria Corleone – serie TV, episodi 1x07-1x08 (2023)
- Don Matteo – serie TV, episodio 14x07 (2024)

## Teatro
- Io, Eduardo de Filippo di e regia di Bruno Colella, con Sebastiano Somma (2010)[7]
- Maldamore di e regia di Angelo Longoni, con Ugo Dighero (2012)[8]
- Ingresso indipendente di Maurizio De Giovanni, regia di Vincenzo Incenzo, con Serena Autieri, prodotto da il Teatro Diana di Napoli (2016-2018)
- Belle ripiene di Giulia Ricciardi e Massimo Romeo Piparo, prodotto da il Sistina di Roma (2018-2022)[9]
- Fiori d'acciaio di Robert Harling, regia di Michela Andreozzi e Massimiliano Vado, prodotto da Isola Trovata e Corte Arcana[10]
- Amori e sapori nelle cucine del Principe di Roberto Cavosi, regia di Nadi Baldi, con Giampiero Ingrassia (2023)[11]
- Magnifica presenza di e regia di Ferzan Özpetek, prodotto da Nuovo Teatro in coproduzione con Fondazione Teatro della Toscana (2024)

## Programmi televisivi
- La TV delle ragazze (Rai 3, 1988-1989)
- Avanzi (Rai 3, 1991)
- Torno sabato (Rai 1, 2000)
- Festival di Castrocaro (Rai 1, 2001)
- Torno sabato - La Lotteria (Rai 1, 2001-2002)
- Torno sabato...e tre (Rai 1, 2003-2004)
- Zecchino d'Oro (Rai 1, 2005)
- La festa della mamma (Rai 1, 2005)
- 57° Prix d’Italia (Rai 1, 2005)
- Suonare Stella (Rai 2, 2006)
- Una voce per Padre Pio (Rai 1, 2006-2009)
- Notti sul ghiaccio (Rai 1, 2007) – concorrente
- Vengo anch'io! (Rai 1, 2011) – giurata
- La terra dei cuochi (Rai 1, 2013) – aiutante
- Panariello sotto l'albero (Rai 1, 2015)
- Bake Off Italia Celebrity Edition (Real Time, 2017) – concorrente
- Miss Italia (Rai 1, 2019)
- Top dieci (Rai 1, 2021)

### Pubblicità
- Activia (2013-2014)
- Wind (2014)

## Riconoscimenti
- Premio Cimitile
  - 2006 – Premio sezione Speciale[12]
- Premio città dei Cavalieri di Malta 
  - 2009 – Vinto